# 甲异丙醚
2-甲氧基丙烷（英語：2-Methoxypropane），也称为甲基异丙基醚（英語：methyl isopropyl ether），简称甲异丙醚，是一种醚类有机化合物，结构简式CH3OCH(CH3)2，常温常压下为无色液体，沸点30.77°C。